# Schwimmeuropameisterschaften 2010
| Medaillenspiegel (Endstand nach 61 Wettbewerben) | Medaillenspiegel (Endstand nach 61 Wettbewerben) | Medaillenspiegel (Endstand nach 61 Wettbewerben) | Medaillenspiegel (Endstand nach 61 Wettbewerben) | Medaillenspiegel (Endstand nach 61 Wettbewerben) | Medaillenspiegel (Endstand nach 61 Wettbewerben) |
| Platz                                            | Land                                             | G                                                | S                                                | B                                                | Gesamt                                           |
| ------------------------------------------------ | ------------------------------------------------ | ------------------------------------------------ | ------------------------------------------------ | ------------------------------------------------ | ------------------------------------------------ |
| 1                                                | Russland                                         | 13                                               | 7                                                | 8                                                | 28                                               |
| 2                                                | Deutschland                                      | 8                                                | 9                                                | 3                                                | 20                                               |
| 3                                                | Frankreich                                       | 8                                                | 8                                                | 7                                                | 23                                               |
| 4                                                | Vereinigtes Königreich                           | 6                                                | 6                                                | 7                                                | 19                                               |
| 5                                                | Italien                                          | 6                                                | 5                                                | 6                                                | 17                                               |
| 6                                                | Ungarn                                           | 6                                                | 4                                                | 4                                                | 14                                               |
| 7                                                | Schweden                                         | 3                                                | 4                                                | 4                                                | 11                                               |
| 8                                                | Ukraine                                          | 3                                                | 2                                                | 4                                                | 9                                                |
| 9                                                | Dänemark                                         | 2                                                | 2                                                | 2                                                | 6                                                |
| 10                                               | Spanien                                          | 1                                                | 4                                                | 4                                                | 9                                                |
| 11                                               | Niederlande                                      | 1                                                | 2                                                | 4                                                | 7                                                |
| 12                                               | Norwegen                                         | 1                                                | 2                                                | –                                                | 3                                                |
| 13                                               | Griechenland                                     | 1                                                | 1                                                | 3                                                | 5                                                |
| 14                                               | Belarus                                          | 1                                                | 1                                                | 2                                                | 4                                                |
| 15                                               | Polen                                            | 1                                                | –                                                | 1                                                | 2                                                |
| 16                                               | Österreich                                       | –                                                | 2                                                | –                                                | 2                                                |
| 17                                               | Färöer                                           | –                                                | 1                                                | –                                                | 1                                                |
| 17                                               | Irland                                           | –                                                | 1                                                | –                                                | 1                                                |
| 17                                               | Rumänien                                         | –                                                | 1                                                | –                                                | 1                                                |
| 20                                               | Israel                                           | –                                                | –                                                | 2                                                | 2                                                |
| Gesamt                                           | Gesamt                                           | 61                                               | 62                                               | 61                                               | 184                                              |

Die 30. Schwimmeuropameisterschaften fanden vom 4. bis 15. August 2010 nach 1926, 1958 und 2006 zum vierten Mal in der ungarischen Hauptstadt Budapest statt.

## Wettkampfstätten
Die Wettbewerbe im Wasserspringen, Synchronschwimmen und Beckenschwimmen wurden im Alfréd-Hajós-Schwimmkomplex auf der in der Donau gelegenen Margareteninsel ausgetragen. Die Wettbewerbe im Freiwasserschwimmen wurden im etwa 100 Kilometer entfernten Balaton in Balatonfüred ausgetragen.

## Teilnehmende Nationen
Insgesamt nahmen 969 Athleten aus den folgenden 43 Nationen an den Schwimmeuropameisterschaften teil.
| - Albanien - Andorra - Aserbaidschan - Belgien - Bosnien und Herzegowina - Bulgarien - Dänemark - Deutschland - Estland - Färöer - Finnland - Frankreich - Georgien - Griechenland - Irland | - Island - Israel - Italien - Kroatien - Lettland - Litauen - Luxemburg - Niederlande - Norwegen - Österreich - Polen - Portugal - Rumänien - Russland - San Marino | - Schweden - Schweiz - Serbien - Slowakei - Slowenien - Spanien - Tschechien - Türkei - Ukraine - Ungarn - Vereinigtes Königreich - Belarus - Zypern |

## Wettbewerbe und Zeitplan

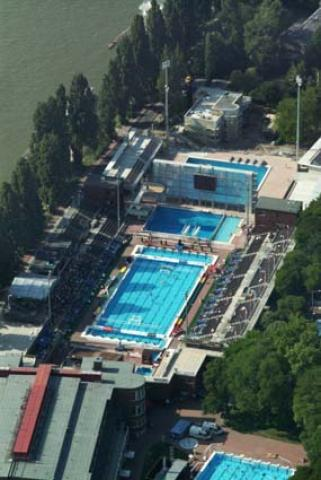
Der Alfréd-Hajós-Schwimmkomplex auf der Margareteninsel

Es wurden seitens des europäischen Dachverbands für Wassersport LEN Wettkämpfe im Schwimmen, Synchronschwimmen, Freiwasserschwimmen sowie Kunst- und Turmspringen ausgetragen.
Legende zum nachfolgend dargestellten Wettkampfprogramm:
|  | Eröffnungs- und Abschluss-Zeremonie | 1 | Testwettkampf |  | Qualifikationswettkämpfe | 2 | Finalentscheidungen |

Letzte Spalte: Gesamtanzahl der Entscheidungen in den einzelnen Sportarten
| Zeitplan der Schwimmeuropameisterschaften 2010 (mit Anzahl der Entscheidungen) | Zeitplan der Schwimmeuropameisterschaften 2010 (mit Anzahl der Entscheidungen) | Zeitplan der Schwimmeuropameisterschaften 2010 (mit Anzahl der Entscheidungen) | Zeitplan der Schwimmeuropameisterschaften 2010 (mit Anzahl der Entscheidungen) | Zeitplan der Schwimmeuropameisterschaften 2010 (mit Anzahl der Entscheidungen) | Zeitplan der Schwimmeuropameisterschaften 2010 (mit Anzahl der Entscheidungen) | Zeitplan der Schwimmeuropameisterschaften 2010 (mit Anzahl der Entscheidungen) | Zeitplan der Schwimmeuropameisterschaften 2010 (mit Anzahl der Entscheidungen) | Zeitplan der Schwimmeuropameisterschaften 2010 (mit Anzahl der Entscheidungen) | Zeitplan der Schwimmeuropameisterschaften 2010 (mit Anzahl der Entscheidungen) | Zeitplan der Schwimmeuropameisterschaften 2010 (mit Anzahl der Entscheidungen) | Zeitplan der Schwimmeuropameisterschaften 2010 (mit Anzahl der Entscheidungen) | Zeitplan der Schwimmeuropameisterschaften 2010 (mit Anzahl der Entscheidungen) | Zeitplan der Schwimmeuropameisterschaften 2010 (mit Anzahl der Entscheidungen) |
|                                                                                | Mi                                                                             | Do                                                                             | Fr                                                                             | Sa                                                                             | So                                                                             | Mo                                                                             | Di                                                                             | Mi                                                                             | Do                                                                             | Fr                                                                             | Sa                                                                             | So                                                                             |                                                                                |
| August                                                                         | 4                                                                              | 5                                                                              | 6                                                                              | 7                                                                              | 8                                                                              | 9                                                                              | 10                                                                             | 11                                                                             | 12                                                                             | 13                                                                             | 14                                                                             | 15                                                                             | Gesamt                                                                         |
| ------------------------------------------------------------------------------ | ------------------------------------------------------------------------------ | ------------------------------------------------------------------------------ | ------------------------------------------------------------------------------ | ------------------------------------------------------------------------------ | ------------------------------------------------------------------------------ | ------------------------------------------------------------------------------ | ------------------------------------------------------------------------------ | ------------------------------------------------------------------------------ | ------------------------------------------------------------------------------ | ------------------------------------------------------------------------------ | ------------------------------------------------------------------------------ | ------------------------------------------------------------------------------ | ------------------------------------------------------------------------------ |
| Eröffnung                                                                      |                                                                                |                                                                                |                                                                                |                                                                                |                                                                                |                                                                                |                                                                                |                                                                                |                                                                                |                                                                                |                                                                                |                                                                                |                                                                                |
| Langstreckenschwimmen                                                          | 2                                                                              | 2                                                                              | 1                                                                              | 1                                                                              | 1                                                                              |                                                                                |                                                                                |                                                                                |                                                                                |                                                                                |                                                                                |                                                                                | 7                                                                              |
| Beckenschwimmen                                                                |                                                                                |                                                                                |                                                                                |                                                                                |                                                                                | 4                                                                              | 5                                                                              | 5                                                                              | 7                                                                              | 4                                                                              | 7                                                                              | 8                                                                              | 40                                                                             |
| Synchronschwimmen                                                              |                                                                                |                                                                                |                                                                                | 2                                                                              | 2                                                                              |                                                                                |                                                                                |                                                                                |                                                                                |                                                                                |                                                                                |                                                                                | 4                                                                              |
| Wasserspringen                                                                 |                                                                                |                                                                                |                                                                                |                                                                                |                                                                                | 1                                                                              | 1                                                                              | 1                                                                              | 2                                                                              | 2                                                                              | 2                                                                              | 2                                                                              | 10                                                                             |
| Abschluss                                                                      |                                                                                |                                                                                |                                                                                |                                                                                |                                                                                |                                                                                |                                                                                |                                                                                |                                                                                |                                                                                |                                                                                |                                                                                |                                                                                |
| Finalentscheidungen                                                            | 2                                                                              | 2                                                                              | 1                                                                              | 3                                                                              | 3                                                                              | 4                                                                              | 6                                                                              | 6                                                                              | 9                                                                              | 6                                                                              | 9                                                                              | 10                                                                             | 61                                                                             |

## Ergebnisse
- Ergebnisse Schwimmen Männer
- Ergebnisse Schwimmen Frauen
- Ergebnisse Sonstige Wettbewerbe (Inklusive Schwimmen Gemischtes Team)

## Berichterstattung
In Deutschland berichteten im Wechsel die Fernsehsender ARD und ZDF, und in Österreich übertrug ORF Sport Plus von den Schwimmeuropameisterschaften. Außerdem wurden die Wettbewerbe auch von Eurosport übertragen.